# Den gamle te-handelsrute
Den gamle te-handelsrute eller chamadao (forenklet kinesisk: 茶 马 道; traditionel kinesisk: 茶 馬 道), der nu generelt kaldes "den gamle te-hesterute" eller chamagudao (forenklet kinesisk: 茶 马 古道; traditionel kinesisk: 茶 馬 古道) var et netværk af karavanestier, der snoede sig gennem bjergene i Sichuan, Yunnan og Guizhou i det sydvestlige Kina. Den kaldes også undertiden for "den sydlige silkevej". Ruten forlængedes til Bengalen i Sydasien.

## Historie
Omkring år 1.000 e.Kr. var den gamle te-rute en handelsforbindelse fra Yunnan, der var en af de første teproducerende regioner: til Bengalen via Burma, til Tibet og til det centrale Kina via Sichuan-provinsen. Ud over te fragtede muldyrkaravanerne salt. Både mennesker og heste bragte store ladninger, og tebærerne bar nogle gange over 60-90 kg, hvilket ofte var mere end deres egen kropsvægt i te. Transportørerne brugte metalstivere ved pakningen af tepakkerne, både for at holde balancen, mens de gik, og for at hjælpe med at understøtte lasten, mens de hvilede, så de ikke behøvede at lægge ballerne direkte på jorden.
Det antages, at det var gennem dette handelsnet, at te (typisk te-pakker) først spredte sig over Kina og Asien fra sin oprindelse i Pu'er-området, nær Simao-præfekturet i Yunnan.
Ruten fik navnet te-hesteruten på grund af den fælles handel med tibetanske ponyer for kinesisk te, en praksis, der dateres mindst tilbage til Song-dynastiet, da de robuste heste var vigtige for Kina at bekæmpe krigende nomader i nord.

## Fremtid
I det 21. århundrede er arven efter Den gamle te-handelsrute blevet brugt til at fremme en jernbane, der forbinder Chengdu med Lhasa. Denne planlagte jernbane, en del af Folkerepublikken Kinas 13. 5-årsplan, kaldes Sichuan-Tibet Railway (川藏 铁路); Den vil forbinde byer på tværs af ruten, herunder Kangding. Myndigheder hævder, at den vil bringe stor fremgang for de berørte folks velfærd. 